# Alexander Jaschik
Alexander Jaschik (* 1979 in Hamburg) ist ein deutscher Schauspieler.

## Leben
Alexander Jaschik wuchs in Hamburg auf. Von 2004 bis 2007 studierte er an der Schule für Schauspiel Hamburg und schloss seine Studien mit der ZAV-Bühnenreifeprüfung ab.
Während seines Schauspielstudiums trat er u. a. bereits am Deutschen Schauspielhaus auf. Nach dem Schauspielstudium hatte er erste Gastengagements am Thalia Theater Hamburg und am Theater an der Parkaue („Junges Staatstheater Berlin“) in Berlin.
Ab Sommer 2008 war er festes Ensemblemitglied am Theater Osnabrück, wo er im Kinder- und Jugendtheater „Oskar“ begann. In der Spielzeit 2010/11 wechselte Jaschik ins Schauspielensemble und spielte u. a. den Leonce, den Demetrius in Ein Sommernachtstraum sowie Dorian Gray und Felix Krull spielte. Außerdem war er als Barbier in der Uraufführung Der Koch, der Maler und der Barbier des Präsidenten nach dem Roman von Ceridwen Dovey zu sehen. Jaschik war zum Ende der Spielzeit 2012/13 am Schauspiel Osnabrück engagiert und arbeitete dort u. a. mit den Regisseuren Jan-Christoph Gockel, Alexander Müller-Elmau, Nina Mattenklotz, Anne Lenk, Frank Abt, Jan Jochymski und Marie Bues zusammen.
Seit Sommer 2013 ist er als freischaffender Schauspieler tätig, zunächst auf Kampnagel, am St. Pauli Theater und am „Theater Rampe“ in Stuttgart. In der Spielzeit 2013/14 gastierte er am Staatstheater Karlsruhe als Peter in der Kinder- und Familienproduktion Die Weihnachtsgans Auguste. Weitere Engagements folgten am Lichthof Theater (2015), am Theater Erlangen (Spielzeit 2015/16) und am „Neuen Schauspiel Erfurt“ (2015, als Jack in Bunbury).
Seit 2017 gehört er zum Ensemble der schauspielergeführten Tournee-Theatertruppe „Das Neue Globe Theater“ aus Potsdam. Dort spielte er u. a. Edgar/Armer Tom und den Herzog von Cornwall in König Lear. In Die Streiche des Scapin war er als Molières Schauspieler La Grange in der Rolle des Silvestre zu sehen. Außerdem übernahm er mehrere Rollen in Brechts Marlowe-Adaption Das Leben Eduards des Zweiten.
Jaschik stand auch für einige Film- und Fernsehproduktionen vor der Kamera. Ab Juli 2020 (Folge 3131) übernahm Jaschik als Stalker und „Psycho“ Carsten Witte, der der schönen Hotel-Chefin Amelie Fährmann (Lara-Isabelle Rentinck) nachstellt, eine der Staffelrollen in der 17. Staffel der TV-Serie Rote Rosen.
Außerdem schreibt und produziert er zusammen mit Florian Rzepkowski die Mockumentary-Serie „Norbert Schnase – Ein Porträt“ über den gleichnamigen Entertainer Norbert Schnase.
Darüber hinaus ist Jaschik als Synchron- und Hörbuchsprecher, als Schauspielcoach sowie als Seminarschauspieler bei Kommunikationstrainings tätig.
Jaschik ist Vater von zwei Kindern und lebt seit 2013 in Berlin.

## Filmografie (Auswahl)
- 2016: Solo für Weiss – Das verschwundene Mädchen (Fernsehreihe)
- 2016: Dead Man Working (Kinofilm)
- 2019: Gute Zeiten, schlechte Zeiten (Fernsehserie)
- 2020: Rote Rosen (Fernsehserie, Serienrolle)